# كليمنت أ. رايلي
كليمنت أ. رايلي هو سياسي أمريكي، ولد في 20 نوفمبر 1905، وتوفي في 31 مايو 1988 في نوروود في الولايات المتحدة. نشط حزبياً في الحزب الديمقراطي.